# 小行星3569
小行星3569（英語：3569 Kumon）是一颗围绕太阳公转的小行星。1938年2月20日，卡尔·威廉·雷睦斯在海德堡发现了此天体。
这颗小行星的绝对星等为314.5968464070791等。